# Undabracon sinuatus
Undabracon sinuatus är en stekelart som först beskrevs av Baltazar 1963.  Undabracon sinuatus ingår i släktet Undabracon och familjen bracksteklar. Inga underarter finns listade i Catalogue of Life.